# Meistersangstrophe
Die Meistersangstrophe ist eine Strophenform im neuhochdeutschen Meistersang. Sie entspricht der Form der ursprünglich italienischen Kanzonenstrophe im mittelhochdeutschen Minnesang. 
In der Grundform ist die Strophe dreiteilig und besteht aus zwei gleich gebauten Stollen, die den Aufgesang bilden, und einem Teil im Abgesang, also nach dem Schema AA/B. Häufig ist die vollständige oder teilweise Wiederholung eines Stollens im Abgesang (AA/BA oder AA/BA').
Eine Meistersangstrophe umfasst im Durchschnitt etwa 20 bis 30 Verse. Es kommen auch kurze Strophen, beispielsweise mit fünf Versen, oder lange Strophen, beispielsweise mit 100 oder mehr Versen, vor. 
Ein Meistersanglied (Bar) besteht aus mindestens drei Strophen.
Als Beispiel die zweite Strophe aus einem didaktischen Gedicht von Adam Puschman von 1568:
| Aufgesang 1. Stollen | Die Singer sollen achtung han, Auff die hoch Deudsche sprach, Das sie sie bringen auff die bahn, Sie schlecht der Grammatica nach, Vnd zeiget an rechten verstandt, Mehr als die andern Sprachen all. | a b a b c d         |
| Aufgesang 2. Stollen | Falsch Kätzerisch meinung las man, Falsch Latein ist gros schmach, Blinde meinung die thut von dann, Blinde wort sind strefflich zu rach, Halbe wort sind strefflich allsand, Darauff hat achtung in dem fall. | a b a b c d         |
| Abgesang             | Die falschen Laster straffet auch, Welche verendern hie, Die Vocales dergleichen auch die Diphthongi, Falsches Gebänd dergleich, Auch Gantz vnd Halb Aequiuocæ, Blosse Reimen sind streffickleich, Dergleichen auch Stutz oder Pauß, Wo kein Pausa sol sein, Auch strafft allein, Zwen Verß in einem Odem rein, Auch straffet die Milben gemein, Wenn man eim Wort das N abbricht, Zu Kurtz zu Lang straffet auch sein, Hintersich vnd Fürsich genand, Das sol man straffen alle mal. | x e f x f x g x c d |